# Billboard Digital Albums
Digital Albums é uma tabela musical publicada pela Billboard, pesquisa de Nielsen SoundScan. Tem como objectivo revelar os cinquenta álbuns mais vendidos digitalmente da semana.